# Andrés de Salazar y Muñatones
Andrés Cayetano de Salazar y Muñatones, Alcedo y Moral (San Clemente de Pisco, 7 de agosto de 1691-Lima, 1768) fue un terrateniente criollo que ejerció altos políticos y militares en el Virreinato del Perú. Sus descendientes enlazaron con los marqueses de Casa Dávila y Casa Concha, además de los vizcondes de San Donás.

## Biografía
Sus padres fueron el vizcaíno Andrés de Salazar y Alcedo, y la acaudalada dama pisqueña Josefa Rosa de Muñatones. Heredó de su madre el mayorazgo de Muñatones, con la hacienda de San José del valle de Cóndor en Pisco, dedicada a la producción vitivinícola, además de una casa en la villa de Pisco. Llegó a ejercer el cargo de Comisario General de Caballería del Reino del Perú y posteriormente fue nombrado corregidor de Ica. Se estableció en Lima, durante sus últimos años.

## Descendencia
Contrajo matrimonio en Lima, el 22 de mayo de 1722, con la limeña María Josefa de Traslaviña y Oyagüe, con quien tuvo a:
- José Rafael de Salazar y Traslaviña, con sucesión.

Luego de enviudar, contrajo un segundo matrimonio en Lima, el 30 de octubre de 1735, con la dama pisqueña Ana Josefa Martínez de Robles Maldonado, con quien tuvo a:
1. Andrés de Maldonado y Salazar, alcalde ordinario de Lima, sin sucesión.
2. Rosa Josefa de Salazar y Robles, casada con Juan Antonio de Palomares Vega, vizconde de San Donás, con sucesión.